# Chin National Defence Force

Fahne der Chin National Defence Force

Die Chin National Defence Force (Birmanisch ချင်းအမျိုးသားကာကွယ်ရေးတပ်ဖွဲ့, CNDF) ist eine bewaffnete ethnische Organisation (Englisch Ethnical Armed Organisation, EAO) im Chin-Staat in Myanmar. Sie ist der bewaffnete Arm der Chin National Organisation (CNO) und kämpft für eine größere Autonomie des Chin-Staates von der Zentralregierung. Die CNDF ist eine von drei EAO's, die im Chin-Staat 2024 das State Administration Council (SAC), die Militärregierung des Landes, bekämpften. Die CNDF ist primär im Falam Distrikt des Staates aktiv.

## Geschichte
Die CNDF wurde am 13. April 2021 zusammen mit der CNO gegründet. Die Gründung folgte aufgrund des Militärputsches am 1. Februar 2021. Der Widerstand gegen die Zentralregierung im Chin-Staat ist viel älter. So bekämpfte die Chin National Army (CNA) die verschiedenen Militär und Zivilregierungen seit Jahrzehnten. Am 6. Januar 2012 unterzeichnete die CNA einen Waffenstillstand mit der Zentralregierung. Nach dem Militärputsch nahm die den bewaffneten Kampf wieder auf und gründete zusammen mit der Exilregierung (National Unity Government, NUG) die Chinland Defence Forces (CDF). Die Einheiten der NUG werden People’s Defence Force (PDF) genannt. Zwar trat die CNDF einen Bündnis mit der CNA und den CDF bei, versuchte aber mehr, unabhängig von der NUG und den PDF zu agieren. Entsprechend fehlte es der CNDF 2022 an Waffen, Munition und Ausrüstung. 2023 gelang es der CNDF mehrere Militär, Polizei und Grenzpolizeiposten an der indischen Grenze zu überrennen.